# Gerry Philbin
Gerald Jhon Philbin (Pawtucket, 31 de julho de 1941 – Júpiter, 25 de junho de 2025) foi um jogador profissional de futebol americano estadunidense.

## Carreira
Gerry Philbin foi campeão do Super Bowl III jogando pelo New York Jets.